# Вальцайна
Вальцайна (нем. Valzeina: [ʋ̥ɐlˈʦæˑɪ̯nɐ], [ʋ̥ɐlˈʦɛɪ̯nɐ]) — бывшая коммуна в Швейцарии, в кантоне Граубюнден. В 2011 году вместе с коммуной Фанас вошла в состав коммуны Грюш.
Входит в состав региона Преттигау-Давос (до 2015 года входила в округ Преттигау-Давос). Население составляло 130 человек (на 31 декабря 2006 года). Официальный код — 3973.

## Топоним
Название Вальцайна происходит от лат. valle («долина») с присоединением субстрата -sania/senia (болотистая, торфяная земля).

## Герб
Блазонирование: чёрные оленьи рога на жёлтом (золотом) фоне. Обилие оленей в Валцайна определило создание герба.

## География
Площадь бывшей коммуны — 11,4 км². 40,3 % территории используется для сельскохозяйственных нужд, 53,2 % покрыто лесами. Рельеф — гористый (Альпы). Вальцайна находится недалеко от границы с Австрией и Лихтенштейном.

## История

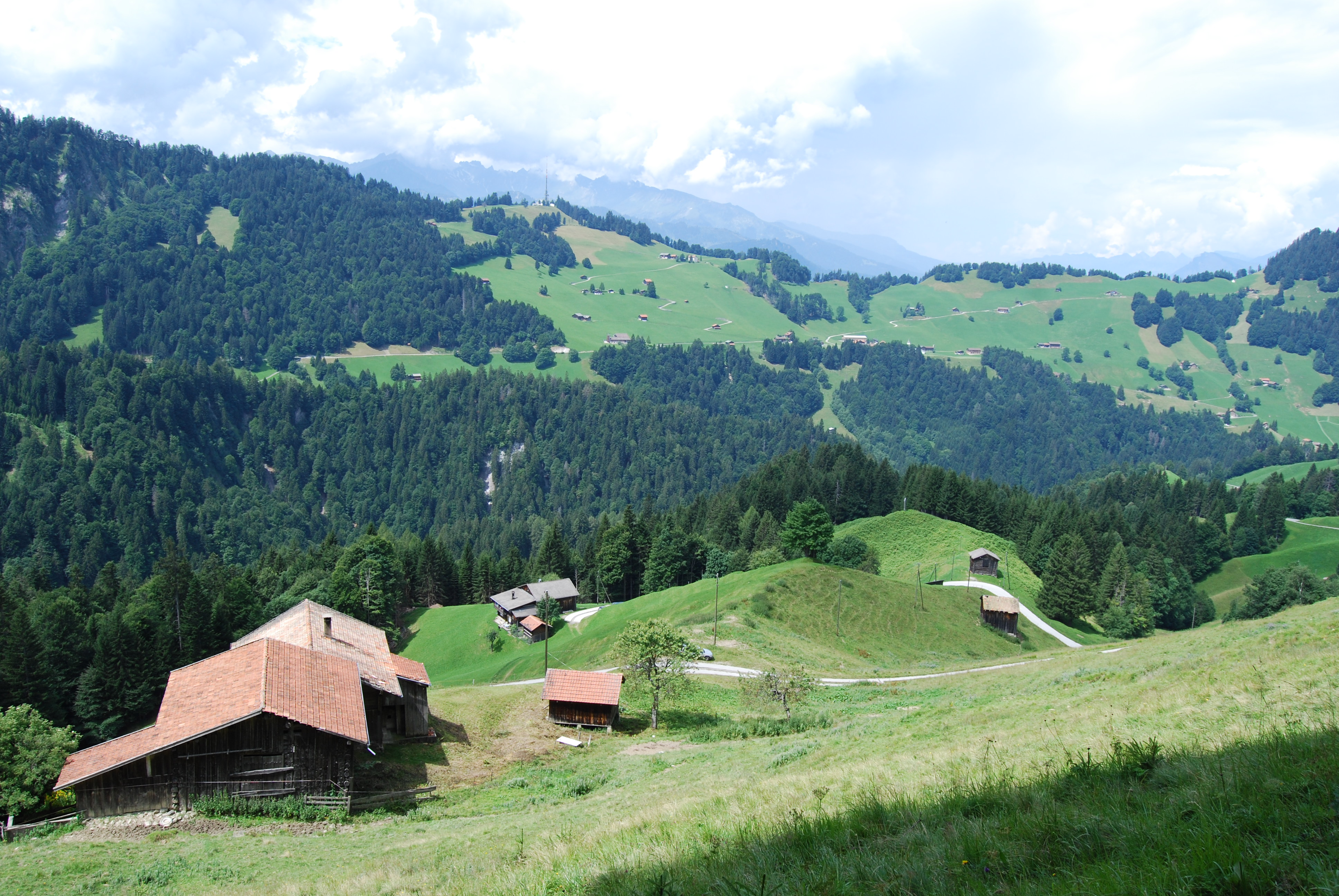
Вид на деревню в Вальцайна

Впервые Вальцайна упоминается в XII веке как predio Valsene. В 1367 году называется Клавадеч у Вальцейне (Tavaladatsch uff Valtzennas).
В XIV веке население романшей потеснили пришедшие из Фурны вальзерцы.
В 1697 году после проповеди в Вальцайне священник Петер Вальзер по пути в Грюш был убит. С тех пор место, где совершено преступление, называется Mördertobel (Смертельное ущелье).
С периода Гельветической республики территория Вальцайны попеременно присоединялась к разным кантонам, пока в 2011 году вместе с коммуной Фанас не вошла в состав коммуны Грюш.

## Население
Впервые упоминается в 1367 году под названием Вальценнас (англ. Valtzennas). Большинство говорит на немецком языке.
Население по годам:
| год  | население |
| ---- | --------- |
| 1850 | 243       |
| 1900 | 216       |
| 1950 | 216       |
| 1980 | 115       |
| 2000 | 140       |

## Достопримечательности

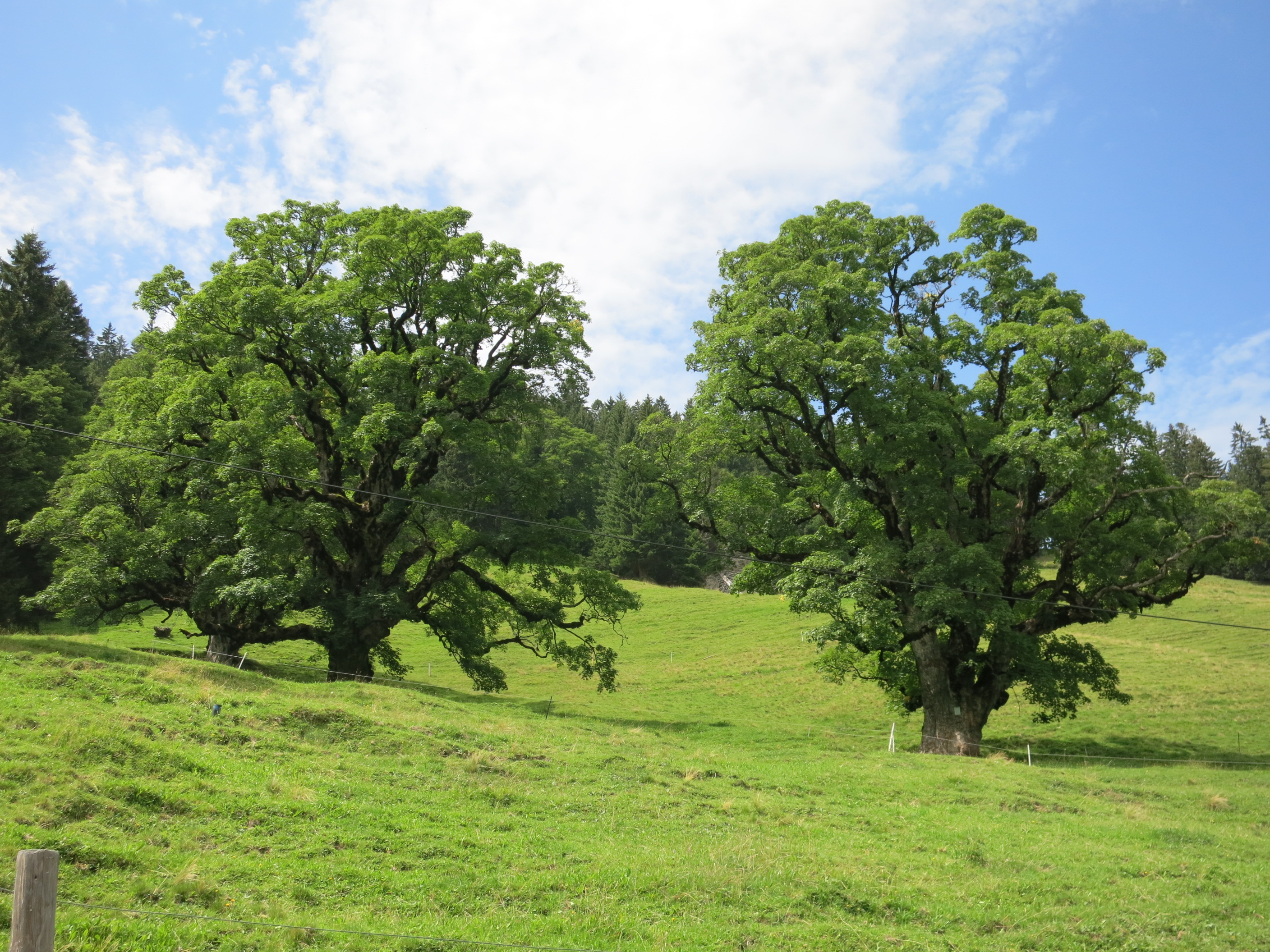
Два белых клёна высотой более 1350 метров

- Реформистская церковь входит в список охраняемых памятников
- Два белых клёна высотой более 1350 метров с 1942 года охраняется организацией по защите природы Pro Natura[англ.].

Выше деревень Вальцайны расположен центр для иммигрантов Ausreisezentrum Flüeli в кантоне Граубюнден. Запросившие убежище беженцы отказываются уезжать оттуда, и получают только экстренную помощь. Местные жители критикуют такое положения, полагая, что в центре царит суровый режим. Документальный фильм Романа Виталя «Жизнь в раю» разоблачает систему швейцарской политики предоставления убежища беженцам и обнажает отношение западного человека к ним.